# Альянс за права животных
Альянс за права животных (англ. Alliance for Animal Rights) — организация, основанная  российскими защитниками прав животных. По состоянию на 2007 год организация объединяла около 100 человек в Москве и Петербурге, где активисты проводят уличные акции. По данным представителя организации Семена Симонова на 2009 год, в ней состоит до 500 человек.
Для того, чтобы стать участником Альянса за права животных, необходимо разделять его цели и принимать участие в защите прав животных. Среди активистов много молодежи.
Информационное агентство ИКД назвало активистов этой организации «радикальными зоозащитниками».

## Цели и кампании
Участники Альянса стремятся к достижению гармонии между человеком, животными и природой. Они считают, что животные должны иметь право на жизнь, защиту от страданий и заботу со стороны человека. Со стремлением к этому проводятся акции для привлечения внимания либо для непосредственного прекращения страдания животных. Участники Альянса выступают против наиболее жестоких форм насилия над животными, таких как мясная и меховая индустрии, эксперименты на животных, цирки и т. п. и поддерживают развитие вегетарианских и веганских инициатив, создание замены опытам на животных, выпуск одежды, продуктов питания, лекарств и бытовой химии без использования животных.

### Кампания за прекращение торговли мехом
Альянс за права животных проводит кампании по разным направлениям и одно из них — выступление против меховой индустрии с целью освещения жестокости к пушным животным для полного прекращения использования меха животных.
В ноябре 2005 года по инициативе Альянса за права животных и при его организационной поддержке впервые на территории СНГ в один день была проведена межрегиональная кампания против мехов. Одновременно акции прошли в 13 городах.
В январе 2007 года инициатива проведения Недели антимеховых действий была поддержана более чем в 20 городах.
В декабре 2005 года Альянс за права животных стал инициатором проведения кампании против пушного аукциона «Союзпушнина» в Санкт-Петербурге. Кампания началась с пяти дней действий, которые включали в себя пикетирования, театрализованное представление и блокаду здания аукциона в день начала торгов.
Альянс за права животных поддерживает международные кампании против меховой индустрии. В частности, участниками Альянса были проведены акции рядом с посольствами Канады и Китая с требованиями к правительствам этих стран прекратить жестокость по отношению к пушным животным на своей территории. Альянс является участником Международной антимеховой коалиции и в целях борьбы с меховой индустрией поддерживает сотрудничество с организациями Люди за этичное обращение с животными (PETA) и Coalition to Abolish the Fur Trade (CAFT).

### За отказ от опытов на животных
Альянс за права животных выступает за отказ от использования животных в экспериментах, проводимых в образовательных, медицинских, промышленных и других целях (например, вивисекция, тестирование лекарств и косметики), и за замену таких экспериментов нежестокими методами тестирования. В рамках этой кампании прошли акции протеста в Московском государственном университете (МГУ), демонстрация перед питомником, где выращивают подопытных животных, и другие.
Альянс также проводил акции возле офисов фармацевтических корпораций, которые являются клиентами крупных лабораторий, где ставят опыты на животных. Таким образом, была поддержана кампания Stop Huntingdon Animal Cruelty, целью которой является закрытие самой крупной в Европе лаборатории HLS.

### Кампания против мясной индустрии или «Веганская кампания»
Альянс за права животных призывает питаться растительной пищей с целью развития нового общества, существующего без убийства животных. По мнению активистов организации, животные переносят страдания и жестокую смерть в мясной индустрии, хотя человек может спокойно обходиться без пищи животного происхождения, все необходимые человеку питательные компоненты и витамины есть в растительных продуктах.
Альянс за права животных создал электронный каталог вегетарианских мест отдыха, в том числе кафе, ресторанов и туристических объектов.

### «Вам весело? Им — нет!» (кампания против жестоких развлечений)
Альянс за права животных выступает против цирков, боёв, бегов и зоопарков, использующих животных для развлечения публики. В частности, была проведена акция против Московского цирка во время проведения фестиваля цирков на Поклонной горе. В августе 2006 года в Подмосковье участники Альянса провели акцию против передвижного зверинца, хозяева которого жестоко эксплуатировали животных: держали их в открытых тесных вольерах в любую погоду и кормили отбросами.

## Акции
Активисты «Альянса за права животных» проводили акции в различных городах России, в том числе:
- Акция против опытов над животными (14 мая 2006 года в Пущино)[7];
- Акция против отлова и уничтожения бездомных собак (февраль 2010 года в Пущино)[4];
- Серия акций против проведения мехового аукциона у здания «Союзпушнина» в Санкт-Петербурге (2005 год)[8][9];
- Акция против меховой индустрии (декабрь 2007)[10];
- Акция у мехового магазина «Эскада» (Санкт-Петербург 24 декабря 2008 года)[11][12].

В июне 2008 года по приглашению активистов Альянса за права животных в Россию приехал философ, автор первой книги о Фронте освобождения животных, идеолог освобождения животных, основатель Пресс-центра освобождения животных в США Стивен Бест.

## Представительство и активисты
Официальный сайт «Альянса» сообщает о том, что «никто не в праве руководить какими-либо процессами протекающими в деятельности Альянса, так как все равны и имеют право самостоятельно принимать и предлагать свои варианты решения любых вопросов». В качестве представителя «Альянса» в СМИ неоднократно выступал житель Сочи, зоозащитник и, с его слов, этический веган Семён Симонов. В интервью газете St.Petersburg Times в 2009 году, в частности, сообщил, что в организации состоят до 500 человек, 50 из которых регулярно участвуют в акциях уличного протеста.
Во Владимире, по данным СМИ на 2006 год, представителем Альянса являлась Ирина Агамирова, в Москве (данные на 2007 г.) — Андрей Петров.